# 森ミドリ
森ミドリ（もり みどり、1947年2月4日 - ）は、日本の作曲家、演奏家、エッセイスト、司会者。本名もカタカナのミドリ。

## 略歴
愛知県名古屋市生まれ。名古屋市立菊里高等学校音楽科、東京藝術大学作曲科卒業。1975年に同大学院修士課程修了。
同大学在学中に安宅賞を受賞。作曲を池内友次郎、矢代秋雄、佐藤眞、ピアノを小津恒子、伊達純に師事する。芸大の同期に加古隆、浦田健次郎、松田昌らがいる。
芸大在学中からテレビやラジオに出演し注目を集める。また日本ビクター（後のJVCケンウッド）が開発・製造・発売した電子オルガン「ビクトロン」の演奏でも知られた。リクエストを受けた曲にすぐさまアレンジを加えて演奏する腕前は作曲家ならではであった。
ビクトロン以後もピアノによる即興演奏を続けていた森だが、チェレスタとの出会いによって、この楽器をソロで扱うことを思い立ち、チェレスタによるソロ演奏を始める。これまでに5枚組CDの発売（東芝EMI「チェレスタはゆりかご」）やCD付の書き下ろしエッセイ（北星堂書店「花のエチュード」）を発売している。
1976年6月23日には 『水曜スペシャル』「アントニオ猪木対モハメド・アリ前夜祭」 (NET)で司会を務める。
テレビやエッセイ執筆などに加え、チェレスタによる即興演奏や、画家の安野光雅とのコラボレーション（安野の絵と詩、森の作曲による絵本や、安野の詩による東北大学OB合唱団のための合唱曲連作）など作曲家・チェレスタ演奏家としての活動も積極的に行っている。

## エピソード
東京藝術大学在学中の1969年（昭和44年）、日本テレビ「ロンパールーム」の【先生（3代目先生）募集】に応募。よしだみどり（旧本名・吉田悦子）と最終選考3人までに残ったが、よしだみどりが合格し、森ミドリは惜しくも2位となり、「おはようこどもショー」のポッポ姉さんに選出された。

## 趣味
- ハヤブサの観察
- 登山
- マラソン
- テニス
- ガーデニング
- カヤック
- 古典芸能
- カメラ

## 過去の主な出演

### テレビ番組
- 1969年 おはよう!こどもショー（NTV）
- 1972-1976年 ゆきとミドリの8時の空（TBS）
- 1976-1977年 歌のグランド・ショー（NHK）
- 1975-1976年 アフタヌーンショー（NET）
- 1976-1977年 たぬき先生騒動記（CX）
- 1983-1988年 趣味の園芸（NHK）
- 1989-1992年 N響アワー（NHK）
- 1996年 盆栽専科（NHK）（司会とテーマ音楽の作曲）

### ラジオ番組
- ニューモラル トゥ ユー（ニッポン放送）
- 文芸劇場（NHK）
- 話の本棚（TBSラジオ）
- マツダ・ミュージックサロン（TBSラジオ）
- 全国こども電話相談室（TBSラジオ）
- ジャストリクエスト（CBCラジオ）
- 星空ワイド 今夜もシャララ（CBCラジオ）
- ばつぐんジョッキー（CBCラジオ）

### CM
- ママローヤル（ライオン）

## 作品

### 管弦楽
- オーケストラのためのレクスプレッション（オーケストラのためのエチュード）芸大修士作品

### 器楽
- ピアノのための「夢」
- ヴァイオリン・ソナタ
- 弦楽四重奏曲
- 尺八と打楽器のための三つの吟
- チェレスタ独奏のための「天空」

### 歌曲
- 立原道造の詩による「優しき歌」
- ソプラノとチェレスタのための「へびいちご」
- MATSUI・応援・讃歌「夢を追いかけて」
- 安野光雅の詩による歌曲集「雲の歌 風の曲」
- 黒川紀章の詩による歌曲集「アドニスから手紙が来た」（2007-2008）

### 合唱曲
- 女声合唱曲「いろいろの詩（うた）」
- 女声合唱曲「すてきな未来（あした）」
- 愛唱歌「尾瀬に祈る」（1989）
- 混声合唱組曲「津和野」（2007）
- 混声合唱組曲「空」（2009）
- 女声合唱のための「ヴェニスの恋の歌」（2011）
- 女声合唱のための「川よ」（2011）]
- 混声合唱のための組曲「大志の歌」-森の校歌祭-（2012）初演2012年8月5日紀尾井ホール
- 独奏ヴァイオリンと混声合唱のための「花無心」（2017）
- 混声合唱とピアノのための伯林の月巴里の月（2019）

他

### 歌謡曲
- 安倍律子
  - 「傷」（1976年／作詞・作曲・編曲）
  - 「愛を忘れたかもめ」（1976年／作詞・作曲・編曲）
  - 「のんだくれ」（1976年／作曲）
  - 「寝返り」（1976年／作曲）

- 岡崎ひとみ
  - 「ひとこと言えば」（1976年／作詞・作曲・編曲）
  - 「花を飾りましょう」（1976年／作詞・作曲・編曲）

- 松平直樹とブルーロマン
  - 「恋のナイトスナック」

- 田中星児
  - 「小さな朝」（1974年／作詞・作曲・編曲）

### 団体歌
- 足立区白百合幼稚園園歌
- 名古屋市立表山小学校校歌
- 能登町立柳田小学校校歌
- 日野市立平山小学校校歌
- 品川区立日野学園園歌
- キクチ眼鏡専門学校校歌
- 愛知県東海市の歌
- 宮崎県都農町愛歌

など

### CD
- チェレスタはゆりかご（CD5枚組）
- Baby ClassicI-眠りの精-
- Baby ClassicII-鳥の歌-
- Baby ClassicIII-雨だれ-
- 魅惑の鍵盤、チェレスタが奏でる映画＆ドラマ音楽の世界

(ユニバーサル　UICZ 4277　36年ぶりのメジャーレーベルでのアルバム)

### LP
- 想い出草（自作作品集）
- 森ミドリ・ヨーロッパの旅 エーゲ海の真珠（クラウン/ビクトロン演奏）
- 浜辺の歌・叱られて（1972/クラウン/ビクトロン編曲・演奏とお話）
- グリーンシリーズ１　森ミドリとレモン・ポップス/恋する夏の日（RCA/ビクトロン演奏）
- グリーンシリーズ2　森ミドリとレモン・ポップス/アルプスの少女（1973/RCA/ビクトロン演奏）
- グリーンシリーズ3　森ミドリとレモン・ポップス/愛の休日（RCA/ビクトロン演奏）
- グリーンシリーズ4　森ミドリとレモン・ポップス/ビクトロン・イン・ハワイ（1974/RCA/ビクトロン演奏）
- グリーンシリーズ５　森ミドリとレモン・ポップス/ビクトロンでつづる楽しいクリスマス（1974/RCA/ビクトロン演奏）
- 森ミドリ ラブサウンド 日本民謠の旅（1974/ビクター）
- 森ミドリと子供の国（1975/RCA/ビクトロン演奏とお話/編曲：伊藤辰雄）
- オリーブの首飾り（1977/ビクトロン演奏）
- 森ミドリ / スクリーン・テーマ「哀しみの影」（1977/ビクトロン演奏）
- 森ミドリの語りによる「箱根の四季　箱根登山鉄道の想い出」（1978/東芝/音楽は松山祐士）

### 著作
- 『唐櫃（からと）のピアノ』（フレーベル館）1985
- 『東京緑散策』日竎貞夫共著　カラーブックス 保育社, 1988.5
- 『花いっとき』小西美恵子 画.（保育社）1990
- 『花のエチュード』（北星堂書店）2004

### 楽譜
- 混声合唱のための組曲「津和野」（カワイ出版）2008年4月刊
- 混声合唱のための組曲「空」（東北大学男声OB合唱団・Chor青葉出版）2009年8月刊
- 歌曲集「アドニスから手紙が来た」（カワイ出版）2010年1月刊
- 女声合唱のための組曲「津和野」（カワイ出版）2010年6月刊
- 混声合唱のための水平線（カワイ出版）2011年2月刊
- やさしくひけるチャーミング・クラシック①（カワイ出版）2012年1月刊

（森ミドリ編曲のピアノ曲集）
- やさしくひけるチャーミング・クラシック②（カワイ出版）2012年1月刊（森ミドリ編曲のピアノ曲集）
- 混声合唱のための組曲「大志の歌」-森の校歌祭-（カワイ出版）2012年8月刊